# トマス・ハーバート (第8代ペンブルック伯爵)

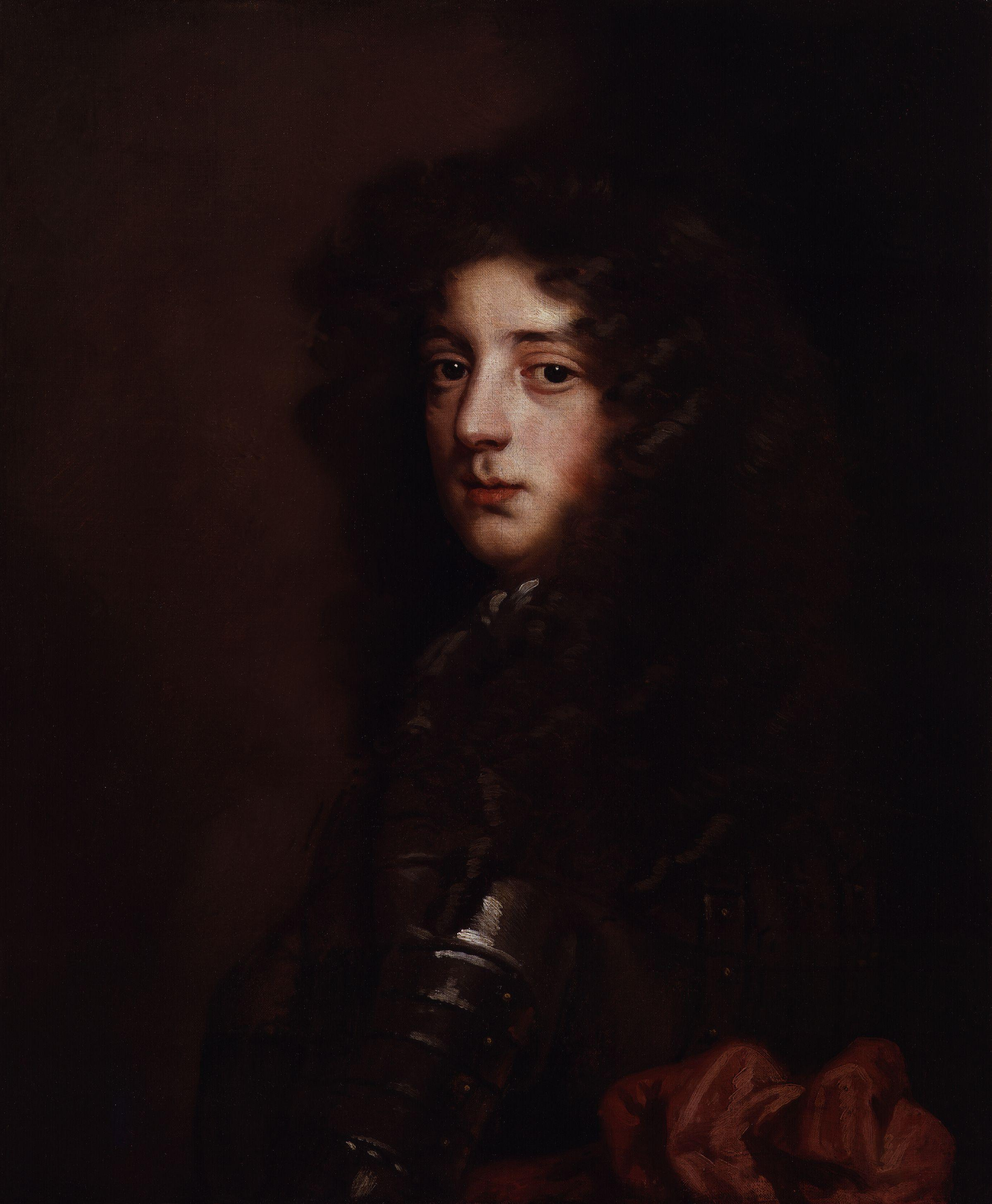
ジョン・グリーンヒルによる肖像画

第8代ペンブルック伯爵および第5代モンゴメリー伯爵トマス・ハーバート（英語: Thomas Herbert, 8th Earl of Pembroke and 5th Earl of Montgomery, KG, PC, PRS、1656年頃 - 1733年1月22日）は、ウィリアム3世とアン女王の治世で活躍したイギリスの政治家。1683年までトマス・ハーバート閣下の儀礼称号を使用した。

## 生涯
第5代ペンブルック伯爵フィリップ・ハーバート（1669年没）と2人目の妻キャサリン・ヴィリアーズ（Catharine Villiers、初代準男爵サー・ウィリアム・ウィリアーズの娘）の息子として、1656年頃に生まれた。1673年3月18日、オックスフォード大学クライスト・チャーチに入学した。兄の第6代伯爵ウィリアム（1674年没）と第7代伯爵フィリップ（1683年没）が男子をもうけないまま死去したため、1683年8月29日にペンブルック伯位を継承した。法曹界の道を歩むとされたが、法曹院入りの記録はなかったという。
1679年3月イングランド総選挙、1679年10月イングランド総選挙、1681年イングランド総選挙でウィルトン選挙区から出馬して当選したが、庶民院で発言した記録はなかった。1685年にモンマスの反乱が勃発すると、ウィルトシャー統監として民兵隊を編成した。
1688年の名誉革命でウィリアム3世とメアリー2世が即位して以降、20年にわたり高位の官職を務めた。具体的には1689年2月14日にイングランド枢密院の枢密顧問官に任命され、1690年から1692年まで海軍卿を、1692年から1699年まで王璽尚書を、1699年から1702年まで枢密院議長を務め、1701年から1702年まで海軍卿を再任、さらに1702年に一時ロード・ハイ・アドミラルを務めた。同年に枢密院議長に復帰（1708年まで在任）、1706年から1707年までイングランド王国とスコットランド王国の合同交渉におけるイングランド代表を務め、1707年から1708年までアイルランド総督を務め、1708年から1709年までロード・ハイ・アドミラルを再任した。1709年に官職から辞任すると、3千ポンドの年金を与えられた。また、1697年のレイスウェイク講和会議でイングランド代表を務め、1700年5月14日にガーター勲章を授与された。
政治ではコート派トーリー党に属し、貴族院では1696年に第3代準男爵サー・ジョン・フェンウィックの処刑に反対、1701年に第二次分割条約を支持、1711年のスペインなくして講和なしの動議に賛成、ハノーヴァー朝の王位継承にも賛成した。
公職以外にも多くの儀礼職に就任した。具体的には1683年から1715年までペンブルックシャー首席治安判事を、1683年から1728年までグラモーガン首席治安判事を、1683年から1733年までウィルトシャー統監を、1694年から1715年までモンマスシャー統監と南ウェールズ諸州の統監を務めた。
ジェームズ2世、ウィリアム3世、メアリー2世、アン、ジョージ1世、ジョージ2世と合計6人の君主の戴冠式で剣持ちの役割を果たした。
1733年1月22日に死去、31日にソールズベリー大聖堂に埋葬された。長男ヘンリーが爵位を継承した。

## 人物
豪奢だったが、領地の管理を慎重に行い、長年官職を務めたため富を蓄えることに成功した。
学問では1685年5月13日に王立協会フェローに選出され、1689年から1690年まで王立協会会長を務め、1689年にジョン・ロックより『人間知性論』を献呈され、1705年にトマス・グリーンヒルより『遺体衛生保全術』（The Art of Embalming）を献呈された。

## 家族
1684年7月26日、マーガレット・ソーヤー（Margaret Sawyer、1706年11月17日没、ロバート・ソーヤーの娘）と結婚、5男2女をもうけた。
- ヘンリー（英語版）（1693年 – 1749年） - 第9代ペンブルック伯爵、子供あり
- ロバート・ソーヤー（英語版）（1693年 – 1769年） - 庶民院議員
- トマス（1695年頃 – 1739年12月25日） - 陸軍軍人、庶民院議員
- ウィリアム（英語版）（1696年頃 – 1757年3月31日） - 陸軍軍人、初代カーナーヴォン伯爵ヘンリー・ハーバートの父
- ニコラス（英語版）（1706年頃 – 1775年2月1日） - 庶民院議員、子供あり
- キャサリン（1716年没） - 第2代準男爵サー・ニコラス・モーリス（英語版）と結婚、子供あり
- レベッカ（1758年10月20日没） - 1732年5月20日、第16代アバーガヴェニー男爵ウィリアム・ネヴィルと結婚、子供あり

1708年9月21日、バーバラ・スリングスビー（1722年8月1日没）と再婚、1女をもうけた。
- バーバラ - ダドリー・ノース（Dudley North）と結婚

1725年6月14日、メアリー・ハウ（Mary Howe、1749年9月12日没、初代ハウ子爵スクループ・ハウの娘）と再婚した。

## 関連図書
- Chisholm, Hugh, ed. (1911). "Pembroke, Earls of" . Encyclopædia Britannica (英語). Vol. 21 (11th ed.). Cambridge University Press. pp. 78–80.

| イングランド議会 (en)                          | イングランド議会 (en) | イングランド議会 (en)                            |
| ---------------------------------------------- | --- | ------------------------------------------------ |
| 先代 トマス・モンペソン ジョン・バーケンヘッド | 庶民院議員（ウィルトン選挙区選出） 1679年 - 1683年 同職：トマス・ペンルッドック 1679年 サー・ジョン・ニコラス 1679年 - 1683年 | 次代 サー・ジョン・ニコラス オリヴァー・ニコラス |
| 公職                                           | |                                                  |
| 先代 トリントン伯爵                            | 海軍卿 1690年 - 1692年 | 次代 コーンウォリス男爵                          |
| 委員会制最後の在位者ハリファックス侯爵         | 王璽尚書 1692年 - 1699年 | 次代 ロンズデール子爵                            |
| 先代 リーズ公爵                                | 枢密院議長 1699年 - 1702年 | 次代 サマセット公爵                              |
| 先代 ブリッジウォーター伯爵 海軍卿として       | ロード・ハイ・アドミラル 1701年 - 1702年                                                                                      | 次代 ジョージ・オブ・デンマーク                  |
| 先代 サマセット公爵                            | 枢密院議長 1702年 - 1708年 | 次代 サマーズ男爵                                |
| 先代 オーモンド公爵                            | アイルランド総督 1707年 - 1708年                                                                                              | 次代 ウォートン伯爵                              |
| 先代 アン女王                                  | ロード・ハイ・アドミラル 1708年 - 1709年                                                                                      | 次代 オーフォード伯爵 海軍卿として               |
| 軍職                                           | |                                                  |
| 新設連隊                                       | 第2海岸連隊隊長 1690年 - 1691年                                                                                               | 次代 ヘンリー・キリグルー                        |
| 名誉職                                         | |                                                  |
| 先代 ペンブルック伯爵                          | ウィルトシャー統監 1683年 - 1733年 同職：ヤーマス伯爵 1688年 - 1689年                                                         | 次代 ペンブルック伯爵                            |
| 先代 ペンブルック伯爵                          | グラモーガン首席治安判事 1683年 - 1728年                                                                                      | 次代 ボルトン公爵                                |
| 先代 ペンブルック伯爵                          | ペンブルックシャー首席治安判事 1683年 - 1715年                                                                                | 次代 サー・アーサー・オーウェン準男爵            |
| 先代 マクルズフィールド伯爵                    | ペンブルックシャー統監 1694年 - 1715年                                                                                        | 次代 サー・アーサー・オーウェン準男爵            |
| 先代 マクルズフィールド伯爵                    | ブレックノックシャー統監 1694年 - 1715年                                                                                      | 次代 ジョン・モルガン                            |
| 先代 マクルズフィールド伯爵                    | モンマスシャー統監 1694年 - 1715年                                                                                            | 次代 ジョン・モルガン                            |
| 先代 マクルズフィールド伯爵                    | カーディガンシャー統監 1694年 - 1715年                                                                                        | 次代 リズバーン子爵                              |
| 先代 マクルズフィールド伯爵                    | カーマーゼンシャー統監 1694年 - 1715年                                                                                        | 空位次代の在位者ジョージ・ライス                 |
| 先代 マクルズフィールド伯爵                    | グラモーガン統監 1694年 - 1715年                                                                                              | 空位次代の在位者ボルトン公爵                     |
| 先代 マクルズフィールド伯爵                    | ラドノーシャー統監 1694年 - 1715年                                                                                            | 次代 コニングスビー男爵                          |
| イングランドの爵位                             | |                                                  |
| 先代 フィリップ・ハーバート                    | ペンブルック伯爵 1683年 - 1733年                                                                                              | 次代 ヘンリー・ハーバート                        |
| 先代 フィリップ・ハーバート                    | モンゴメリー伯爵 1683年 - 1733年                                                                                              | 次代 ヘンリー・ハーバート                        |